# Lenny McLean
Leonard John McLean, detto Lenny (Hoxton, 9 aprile 1949 – Bexley, 28 luglio 1998), è stato un attore e pugile inglese.

## Biografia
Nella sua vita è stato guardia del corpo, buttafuori, esperto lottatore della boxe a pugni nudi, indicato spesso come l'uomo più duro della Gran Bretagna, soprannominato The Guv'nor. Fra i suoi avversari più noti in incontri di pugilato John McCormack, Johnny Waldron, Roy Shaw. I suoi interessi economici derivarono anche da alcuni suoi investimenti nell'industria del cinema. Nacque in una zona molto povera e problematica dell'east side London ma, luogo allo stesso tempo, pieno di spirito di comunità. Figlio di Leonard McLean senior che morì quando McLean aveva solo 4 anni. Il padre era membro della Royal Marines nel corso della seconda guerra mondiale. Alla sua morte la madre, Rose, si risposò con un uomo violento, Jim Irwin, che fece ricorso più volte alla violenza contro i figli di lei, al punto che il ragazzo fu ritrovato due volte con la mascella rotta. Spesso il patrigno usava usare violenza contro di lui e i suoi quattro fratelli, anche con l'aiuto di una cintura, ogni volta che gli si parlava davanti.
Come rivelato dallo stesso McLean in un'intervista, Irwin gli fratturò entrambe le gambe a soli 5 anni, la mascella a 6 e, tutte le costole, a 7. L'uomo continuò a usargli una brutale violenza fino all'età di 12 anni. Irwin è finalmente uscì di scena quando lo zio di McLean lo picchiò per gli abusi che aveva arrecato ai suoi familiari. Durante la sua adolescenza, McLean fu coinvolto in molti crimini e questo contribuì a trasformarlo in un uomo di quasi un metro e 90 che pesava 127 chilogrammi. All'età di diciannove anni incontrò Val che diventò in seguito sua moglie. La coppia ebbe due figli, Jamie e Kelly. Perse la madre all'età di 21 anni e il tragico evento gli causò svariati problemi di alcolismo. Nei mesi a seguire infatti fu visto spesso in moltissimi pubs della zona dove, di sovente, vi faceva scoppiare il caos. Dopo un incidente in un combattimento clandestino, che lo fece finire in carcere, smise definitivamente di bere e iniziò la sua carriera come buttafuori nei locali nell'east London.
Dall'età di 26 anni si dedicò anche ai combattimenti a mani nude. Negli anni settanta i combattimenti clandestini, in quella zona della città, erano molto popolari. Il suo primo match nella disciplina fu contro Roy Shaw. McLean Perse il match. La sconfitta gli provocò un forte spirito di rivalsa che lo porto a chiedere al suo avversario uno spareggio nel 1978. McLean questa volta vinse l'incontro. Il soprannome di "guv'nor" (il boss, il padrone) gli fu affibbiato quando incontrò per la terza volta Shaw. L'incontro vide prevalere McLean con una forza inarrestabile e devastante. McLean alla fine del match fu udito urlare:"I'm the guv'nor!". All'incontro assisterono più di 30.000 persone in una sfida che assunse oramai una valenza del tutto personale tra i due. Il suo allenatore dell'epoca, Freddy Hill che lo preparò all'incontro, gli insegnò come meglio convogliare la rabbia e gli impartì delle preziose nozioni su come migliorare la sua tecnica di combattimento.
Anni dopo fu coinvolto in un brutto episodio di violenza in cui un uomo ebbe una accesa discussione con una ragazza in un pub dove McLean lavorava. Quest'ultimo si fratturò entrambe le mani contro il viso dell'uomo, provocandogli un morso profondo sulla trachea che lo ridusse in fin di vita. Il pronto intervento dei medici chirurghi gli salvò la vita e evitò a McLean di entrare per l'ennesima volta in carcere. Morì a soli 49 anni, dopo aver contratto il cancro ai polmoni, pochi giorni prima del lancio del suo ultimo film, Lock & Stock - Pazzi scatenati, che fu dedicato da Guy Ritchie alla memoria dell'attore.

## Filmografia
- Box On (1980)
- Il quinto elemento (Le cinquième élément), regia di Luc Besson (1997)
- Lock & Stock - Pazzi scatenati (Lock, Stock and Two Smoking Barrels), regia di Guy Ritchie (1998)

## Opere
Egli ha scritto anche un'autobiografia dove racconta la propria vita di lottatore, fu poi riveduta e pubblicata postuma, intitolata: Lenny McLean e Peter Gerrard, The Guv'nor. Blake Publishing 2003 ISBN 1-85782-570-5